# Baganga
Baganga es un municipio filipino de primera categoría, situado en la parte sudeste de la isla de Mindanao. Forma parte de la provincia de Dávao Oriental situada en la Región Administrativa de Dávao (en cebuano Rehiyon sa Davao), también denominada Región XI. Para las elecciones está encuadrado en el Primer Distrito Electoral.

## Barrios
El municipio de Baganga se divide, a los efectos administrativos, en 18 barangayes o barrios, conforme a la siguiente relación:
| - Lucod - Lambajón - Baculín - Banao - Bataguán | - Batiano - Binondo - Bobonao - Campaguán - Central | - Dapnán - Quinablangán (Kinablangan) - Mahanub - Mikit | - Salingcomot - San Víctor - Saoquigüe - San Isidro |

## Historia
El actual territorio de la provincia de Davo Oriental fue parte de la provincia de Caraga durante la mayor parte del Imperio español en Asia y Oceanía (1520-1898).
A principios del siglo XX la isla de Mindanao se hallaba dividida en siete distritos o provincias.
El Distrito 4º de Dávao, llamado hasta 1858  provincia de Nueva Guipúzcoa, tenía por capital el pueblo de Dávao e incluía la  Comandancia de Mati.
Mati de 2,475 almas, situado en la hermosa bahía de Pujada, era la capital de dicha Comandancia. que comprendía el pueblo de Cateel-Baganga, de 6,561 habitantes, con las visitas de San Nicolás, Dapnán, Quinablangán, Baculín, San Rafael, San Alfonso, San Antonio, San Víctor, Maybajay y Tagmoan.